# Luigi Giusti
Pour les articles homonymes, voir Giusti (patronyme).
Luigi (Alvise) Giusti (Venise, 11 novembre 1709 - Vienne, 2 mai 1766) était un écrivain et poète italien du XVIIIe siècle, connu pour avoir été un librettiste d'opéra, qui travailla notamment avec Vivaldi.
Il est souvent confondu avec son oncle Girolamo (Alvise) Giusti (1703 - ?), également librettiste.

## Biographie
On retient surtout de lui qu'il fut le librettiste de l'opéra Motezuma, mis en musique par Antonio Vivaldi en 1733, et dont l'intrigue prend place sur fond de la conquête du Mexique par les Espagnols de Fernand Cortès.